# 사미 휘피애
사미 투오마스 휘피애(핀란드어: Sami Tuomas Hyypiä, 1973년 10월 7일 포르보 ~ )는 은퇴한 핀란드의 축구 선수로, 가장 마지막에 소속했던 팀은 독일 분데스리가의 바이어 레버쿠젠이다.
1992년에 베이카우스리가의 뮈파에 데뷔하면서 주전 자리를 확보하였으며, 2번의 컵 우승에 공헌하는 등 팀의 중심 선수로 활약 했다. 휘피애는 1995년에는 뉴캐슬 유나이티드 입단 시험을 받았지만, 결과적으로 에레디비시의 빌럼 II 틸뷔르흐로 이적해 주전 선수로 활약 했다.
1999년에 이적료 260만 파운드에 리버풀로 이적했으며, 전 리버풀 감독인 제라르 울리에 감독이 행한 최고의 보강이라고 여겨지고 있다. 이적한 지 한 해가 지난 뒤부터 주전 선수가 되어, 수많은 타이틀을 획득하였으며, UEFA 챔피언스리그 2004-05에서 리버풀의 우승에 큰 공헌을 하였다.
2006-07 시즌에는, 덴마크의 젊은 선수 다닐 아게르의 선전과 좋지 않은 몸상태로 인해 주전 자리에서 밀렸으나, 2007-08 시즌에는 아게르의 장기 이탈로 인해 출장 기회가 증가했고, 수비진에서 주전을 꿰찼다.
핀란드 축구 국가대표팀에서는 1992년 9월 7일의 튀니지전에서 데뷔한 이후, 수비의 중심으로서 빠뜨릴 수 없는 선수가 되었다.
2009년 5월, 독일의 바이어 레버쿠젠과의 2년 계약에 합의하여 리버풀을 떠나게 되었다.
2011년 5월 2일 공식은퇴를 선언하였다.
2012년 4월 1일, 바이어 04 레버쿠젠은 로빈 두트를 성적 부진 이유로 해임한 뒤, 그에게 2011-12 시즌이 종료되기 전까지 감독 대행을 맡겼다.
그 후 실력을 인정받아 2012년부터 정식 감독에 임명되었다.

### 클럽
리버풀 FC
- 프리미어리그 준우승 (2): 2001-02, 2008-09
- FA 컵 우승 (2): 2000-01, 2005-06
  - FA 컵 준우승 (1): 2011-12
- 풋볼 리그 컵 우승 (3): 2000-01, 2002-03, 2011-2012
  - 풋볼 리그 컵 준우승 (1): 2004-05
- 커뮤니티 실드 우승 (2): 2001, 2006
  - 커뮤니티 실드 준우승 (1): 2002
- UEFA 챔피언스리그 우승 (1): 2004-05
  - UEFA 챔피언스리그 준우승 (1): 2006-07
- FIFA 클럽 월드컵 준우승 (1): 2005
- UEFA 컵 우승 (1): 2000-01
- UEFA 슈퍼컵 우승 (2): 2001, 2005

## 같이 보기
- A매치 100경기 이상 출전한 축구 선수 명단